# Isla Maïre
Isla Maïre (en francés: Île Maïre) es una isla al suroeste de la ciudad de Marsella, en el sur del país europeo de Francia cerca de Cabo Croisette, y el distrito Goudes, en el extremo occidental del Macizo de los Calanques. Es parte del territorio del municipio de Marsella, y pertenece al distrito 8 de la ciudad.
Con menos de un kilómetro de este a oeste y 500 metros de norte a sur, la isla Maire sin embargo, tiene su punto culminante a 138 metros. Está completamente deshabitada, se pueden ver los restos de un edificio que data de los días en que los recursos minerales de la isla eran explotados. Todo alrededor de los observatorios de la isla (en ruinas) recuerdan la importancia estratégica de la posición de la isla, al sur de la bahía de Marsella y el este del Golfo de León.